# آرته
آرته (ARTE؛ مخفف عبارت فرانسوی Association Relative à la Télévision Européenne) شبکه تلویریونی فرانسوی-آلمانی است که عمده فعالیت آن در زمینه فرهنگ و هنر است. این شبکه خود را به عنوان شبکه فرهنگ اروپا توصیف کرده و هدفش را افزایش کیفیت برنامه‌ها به‌ویژه در بخش‌های فرهنگی و هنری بیان می‌کند. دفتر مرکزی این شبکه در استراسبورگ در فرانسه است؛ تأسیساتی هم در ایسی‌لمولینو در نزدیکی پاریس و بادن-بادن در آلمان دارد.